# Боланд, Мирко
Мирко Боланд (нем. Mirko Boland; 23 апреля 1987, Везель, ФРГ) — немецкий футболист, полузащитник клуба «Любек».

## Клубная карьера
Мирко начинал заниматься футболом в команде «СВ Рес», в возрасте 15 лет перешёл в молодёжную команду «Шальке 04». В 2004 году присоединился к «Дуйсбургу».
В 2008 году подписал профессиональный контракт и был включён в заявку «Дуйсбурга» на сезон 2008/09, однако за основную команду не провёл ни одной игры и выступал за резервный состав. С 2006 по 2009 сыграл за резервную команду 74 матча, отметился 8 забитыми мячами.
В январе 2009 года Боланду был предоставлен статус свободного агента, и он подписал контракт с выступавшим в Третьей лиге «Айнтрахтом» из Брауншвейга. За свой новый клуб Мирко дебютировал 4 марта 2009 года в игре против «Рот-Вайсса» из Эрфурта. Уже в следующем своём матче за «Айнтрахт» Мирко отметился забитым мячом. В сезоне 2008/09 Мирко провёл 18 матчей и забил 2 мяча. В следующем сезоне Боланд также регулярно появлялся в основном составе, приняв участие в 35 встречах и отличившись трижды.
По итогам сезона 2010/11 Мирко вместе с клубом добился повышения в классе, выйдя во Вторую Бундеслигу. Через два года «Айнтрахт», заняв второе место, получил путёвку в Бундеслигу. В Бундеслиге Боланд дебютировал 10 августа 2013 года во встрече 1 тура против бременского «Вердера». 20 сентября Боланд забил свой первый гол в Бундеслиге в ворота мёнхенгладбахской «Боруссии».